# Ченгери, Антал
Антал Ченгери (венг. Antal Csengery, 2 июня 1822, Надьварад Австрийская империя (ныне Румыния) — 13 июля 1880, Будапешт) — венгерский публицист, прозаик, редактор, политический и государственный деятель. Член Венгерской академии наук.

## Биография
Вначале принимал очень активное участие в литературных и политических движениях, непосредственно предшествовавших Венгерской революции 1848 года. Его и барона Сигизмунда Кемни можно считать двумя основателями высококлассной венгерской журналистики.
С 1845 по 1848 г. был редактором «Пештского Журнала» («Pesti Hirlap»); в конце 1848 г. последовал за венгерским правительством в Дебрецен и некоторое время работал советником министерства. В 1851 г. под его редакцией появилось издание: «Mágyar szónokokok és státusferfiak» («Мадьярские ораторы и государственные деятели»; по-немецки вышло под заглавием: «Ungarns Redner», Лейпциг, 1852), представляющее ряд мастерских характеристик государственных и политических деятелей Венгрии.

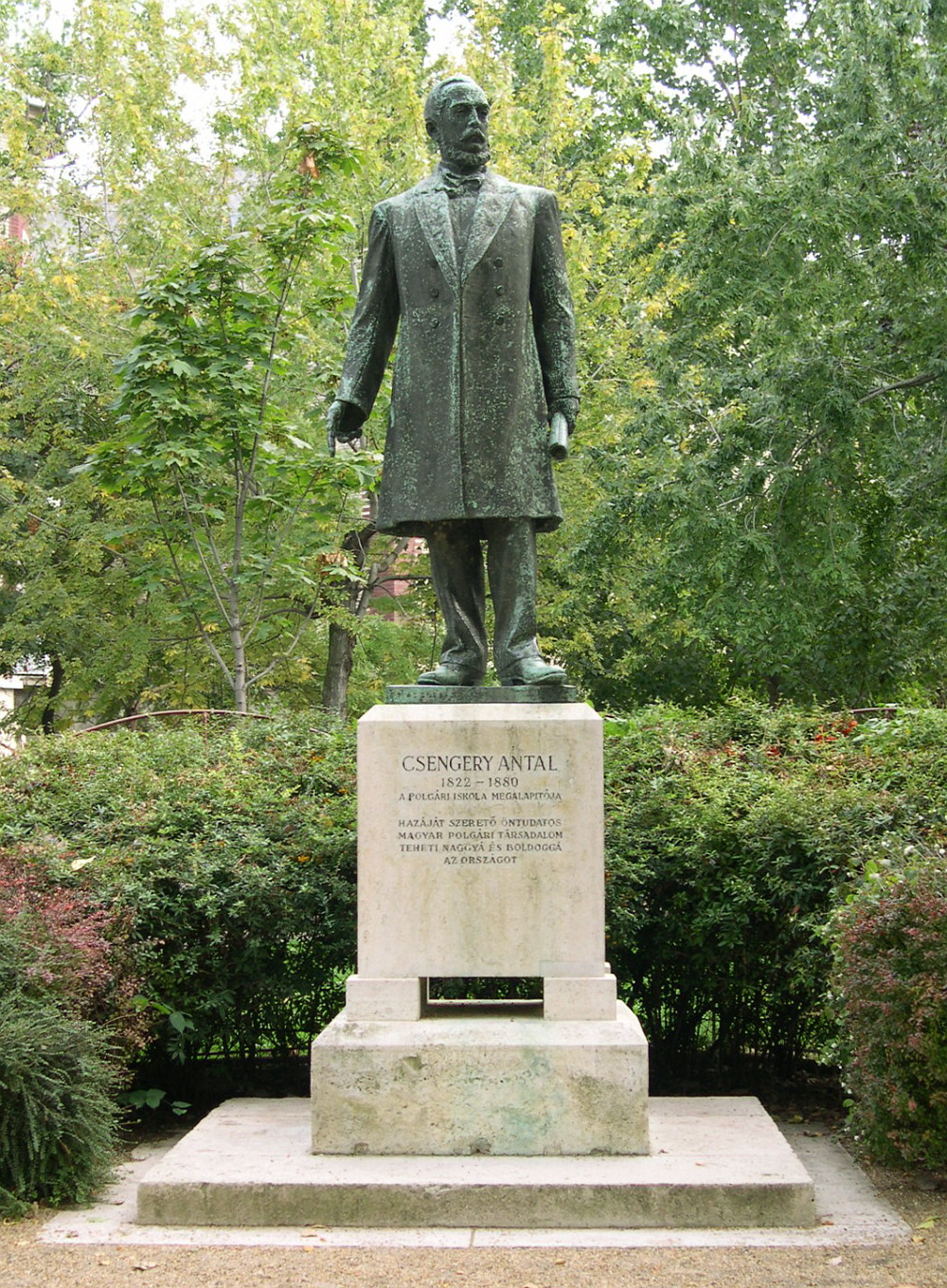
Памятник А. Ченгери в Будапеште

В 1857 г. основал журнал «Budapesti Szemle» («Будапештское Обозрение»), который и редактировал до 1869 г. Активно занимался созданием сельскохозяйственных и ремесленных обществ, писал о народных банках и сберегательных кассах, принимал участие в создании земельного кредита.
В 1861 г. был избран в члены венгерского парламента; сторонник Ф. Деака, один из влиятельных членов его партии. Полное собрание его сочинений вышло в Будапеште, в 1884 г.